# Mistrzostwa Świata w Tenisie Stołowym 1936
10. Mistrzostwa świata w tenisie stołowym odbyły się w dniach 12-18 marca 1936 roku w Pradze. Zawody zostały zdominowane przez reprezentantów Czechosłowacji, którzy zwyciężyli w większości konkurencji. Były to pierwsze mistrzostwa, w których medal wywalczyli reprezentanci Stanów Zjednoczonych i drugie (po 1. edycji imprezy z 1926), w których na podium stanęli tenisiści spoza Europy. Po raz pierwszy żadnego złotego medalu nie wywalczyli natomiast Węgrzy.

## Końcowa klasyfikacja medalowa
| Miejsce | Państwo           | Złoto | Srebro | Brąz | Razem |
| ------- | ----------------- | ----- | ------ | ---- | ----- |
| 1       | Czechosłowacja    | 4     | 2      | 5    | 11    |
| 2       | Stany Zjednoczone | 2     | 0      | 2    | 4     |
| 3       | Austria           | 1     | 0      | 1    | 2     |
| 4       | III Rzesza        | 0     | 2      | 1    | 3     |
| 5       | Węgry             | 0     | 1      | 3    | 4     |
| 6       | Polska            | 0     | 1      | 1    | 2     |
| 7       | Rumunia           | 0     | 1      | 0    | 1     |

## Medaliści
| Konkurencja:               | Złoto:                          | Srebro:                            | Brąz:                                                         |
| gra pojedyncza kobiet      | Ruth Aarons                     | Astrid Krebsbach                   | Marie Kettnerová Marie Smidova                                |
| gra pojedyncza mężczyzn    | Stanislav Kolář                 | Alojzy Ehrlich                     | Ferenc Soos Richard Bergmann                                  |
| gra podwójna kobiet        | Marie Smidova Marie Kettnerová  | Vlasta Depterisova Věra Votrubcová | Ruth Aarons Jessie Purves Magda Gal Mária Mednyánszky         |
| gra podwójna mężczyzn      | Robert Blattner James McClure   | Okter Petrisek Stanislav Kolář     | Tibor Hazi Ferenc Soos Karel Fleischner Adolf Slar            |
| gra mieszana               | Miloslav Hamr Gertrude Kleinová | István Kelen Mária Mednyánszky     | Annemarie Schulz Helmut Ullrich Stanislav Kolář Marie Smidova |
| konkurs drużynowy mężczyzn | Austria                         | Rumunia                            | Polska · Czechosłowacja                                       |
| konkurs drużynowy kobiet   | Czechosłowacja                  | III Rzesza                         | Stany Zjednoczone                                             |